# 鄭尚桂
鄭尚桂，直隶宛平人，清朝政治人物。举人出身。
乾隆三十三年（1768年），擔任清朝廣州府新安縣知縣。后由富森布接任。